# Stanisław Mysakowski
Stanisław Mysakowski (ur. 15 września 1896 w Wojsławicach, zm. 30 października 1942 w Dachau) – polski duchowny katolicki, społecznik, duszpasterz i opiekun młodzieży, błogosławiony Kościoła katolickiego.

## Życiorys
Był synem organisty z Wojsławic. Po ukończeniu gimnazjum w Zamościu wstąpił do Wyższego Seminarium Duchownego w Lublinie, a następnie otrzymał święcenia kapłańskie (1920) i rozpoczął studia na Wydziale Teologicznym KUL. W czasie studiów był kapelanem Sióstr Miłosierdzia w Kazimierzówce k. Lublina i spowiednikiem Sióstr Zgromadzenia Pasterek od Opatrzności Boskiej na Wiktorynie pod Lublinem. Po ukończeniu studiów (1924) rozpoczął działalność duszpasterską i charytatywną.

## Dokonania
W swej działalności całe życie związany był z Lublinem. Był współzałożycielem Związku Kapłanów Dobrego Pasterza, patronował lubelskiemu oddziałowi Polskiego Związku Zawodowego Chrześcijańskiej Służby Domowej (Stowarzyszenie pod wezwaniem św. Zyty), kierował schroniskiem dla staruszek, współpracował ze Świetlicą dla dzieci ulicy, prowadził szeroko zakrojoną działalność na rzecz najuboższych niosąc pomoc i krzewiąc wiarę.
Był założycielem organizacji  Rycerz Serca Jezusowego, redagował i wydawał pismo Echo Parafialne, a także uruchomił kino, prowadził kursy samokształceniowe i kolonie dla dzieci z ubogich rodzin. Szczególnie wiele uwagi poświęcał duszpasterstwu młodzieży. Zorganizował powszechnie dostępną czytelnię Wiedza (1935).

## Okupacja
Po wybuchu II wojny światowej ten niestrudzony katecheta został aresztowany w listopadzie 1939 i trafił do niemieckiego obozu koncentracyjnego Sachsenhausen (KL) (3 grudnia 1939). Ostatnim etapem jego życia stał się jednak obóz w Dachau, do którego przewieziono go 14 grudnia 1940 roku i zarejestrowano jako numer 22 591. Zamordowany w komorze gazowej, został następnie spalony. Zgodnie z relacjami świadków jego sile duchowej współwięźniowie zawdzięczali fakt oparcia się całkowitemu upodleniu.

## Beatyfikacja
Beatyfikował go papież Jan Paweł II w Warszawie 13 czerwca 1999 w grupie 108 polskich męczenników.